# Saint-Maurice (Svizzera)
Saint-Maurice (toponimo francese) è un comune svizzero di 4 518 abitanti del Canton Vallese (2020), nel distretto di Saint-Maurice del quale è capoluogo.

## Storia
Noto nell'antichità con il nome di Agauno (in latino Acaunum, in francese Agaune), è considerato dalla tradizione il luogo del martirio della Legione tebana. 
Nel 990 Saint-Maurice è citata con il nome di Sce Maurici nel resoconto dell'itinerario di Sigerico, di cui costituisce la cinquantunesima tappa.
Dal territorio di Saint-Maurice nel 1816 fu scorporata la località di Mex e nel 1822 quelle di Evionnaz e Vérossaz, divenute comuni autonomi. Nel 2013 Mex è stato nuovamente accorpato a Saint-Maurice.

## Monumenti e luoghi d'interesse

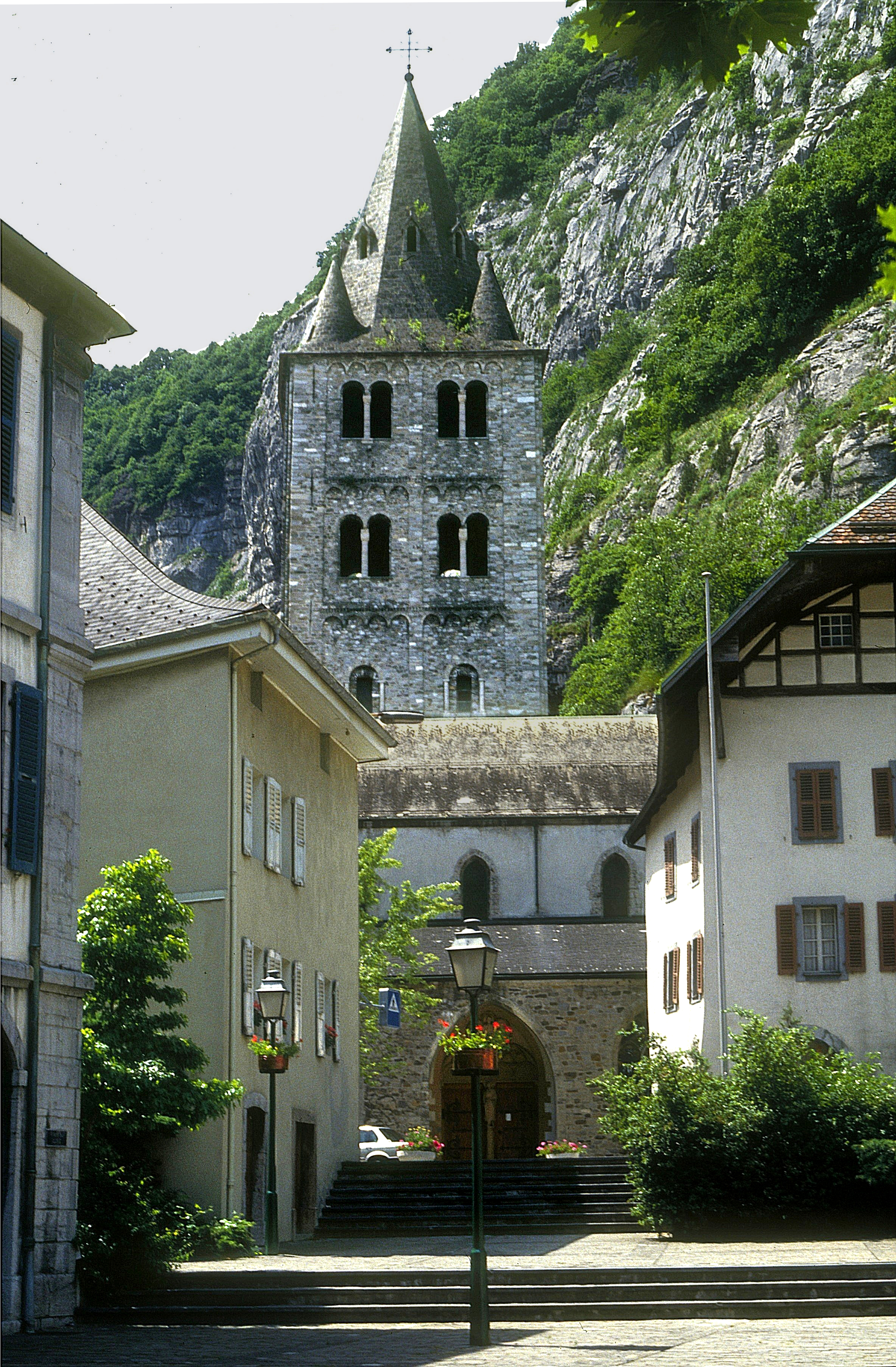
L'abbazia di San Maurizio d'Agauno

- Abbazia di San Maurizio d'Agauno, fondata nel 515[1];
- Chiesa parrocchiale cattolica di San Sigismondo, eretta nel XII secolo e ricostruita nel 1715[1].

## Società

### Evoluzione demografica
L'evoluzione demografica è riportata nella seguente tabella:
Abitanti censiti

## Infrastrutture e trasporti

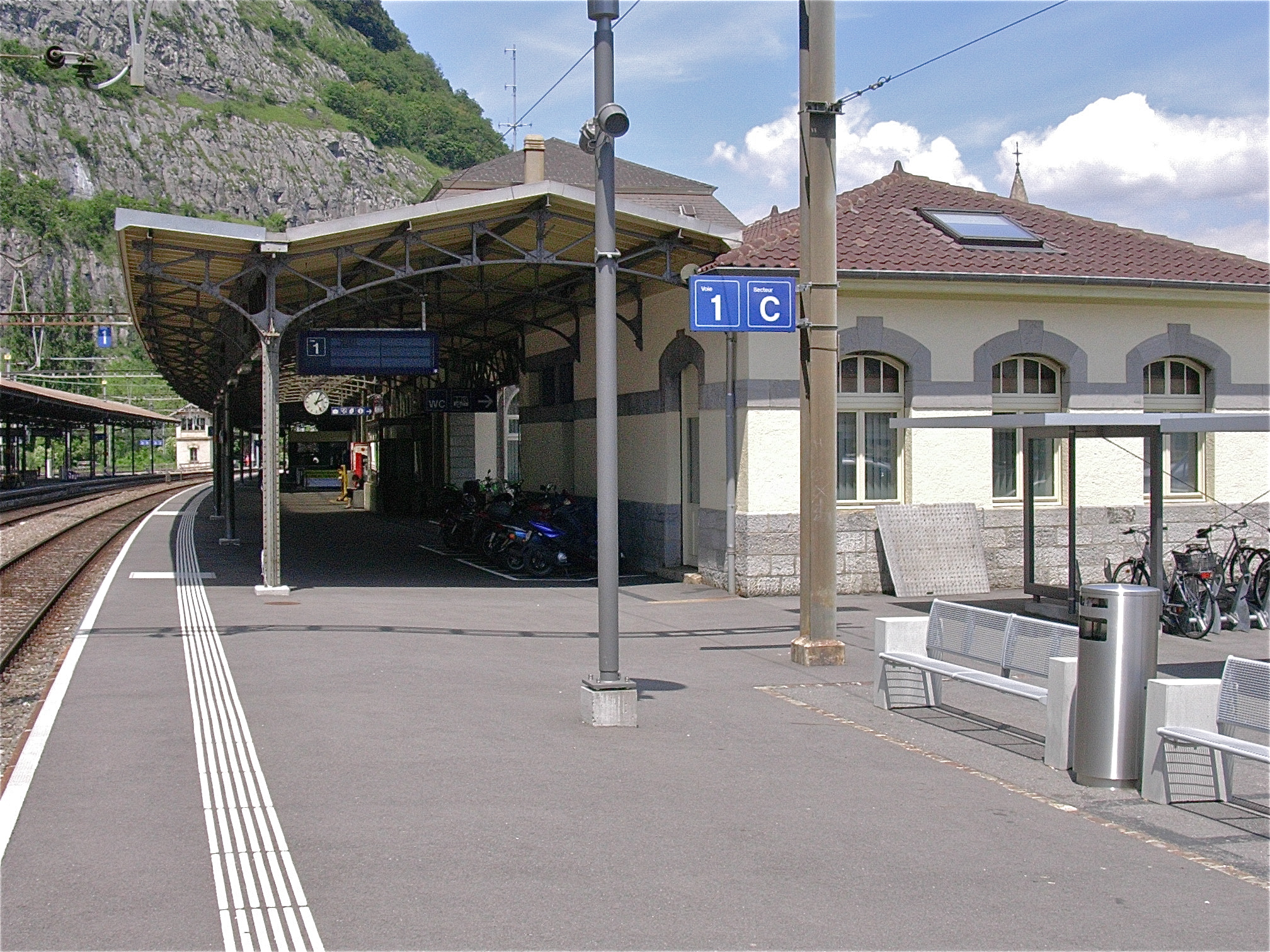
La stazione di Saint-Maurice

Saint-Maurice è servito dall'omonima stazione, sulla ferrovia Losanna-Briga e capolinea della ferrovia per Saint-Gingolph.

## Amministrazione
Ogni famiglia originaria del luogo fa parte del cosiddetto comune patriziale e ha la responsabilità della manutenzione di ogni bene ricadente all'interno dei confini del comune.

### Governatori
- Antoine Stockalper 1618-1620